# The Little Clown
The Little Clown è un film muto del 1921 diretto da Thomas N. Heffron. La sceneggiatura di Eugene B. Lewis si basa sull'omonimo lavoro teatrale di Avery Hopwood. Prodotto dalla Realart Pictures Corporation, aveva come interpreti Mary Miles Minter, Jack Mulhall, Winter Hall, Helen Dunbar, Neely Edwards, Wilton Taylor.

## Trama
Pat, nata e cresciuta nel circo, è un'orfana. Toto, il clown, nutre la speranza di sposarla ma lei si innamora di Dick Beverley, rampollo di un'aristocratica famiglia, che si è aggregato al circo come truccatore dopo una lite con i genitori. I Beverly accettano la ragazza che il figlio vuole sposare e lei viene invitata a partecipare alla vita sociale della famiglia. Quando però arrivano anche i suoi amici circensi, questi, accusati di essere ubriachi, vengono buttati fuori di casa. La causa è stato il punch "corretto" dal fratellino di Dick. Dopo la confessione del ragazzo, tutto viene perdonato e i due innamorati possono coronare il loro sogno d'amore.

## Produzione
Il film fu prodotto dalla Realart Pictures Corporation.

## Distribuzione
Il copyright del film, richiesto dalla Realart Pictures, fu registrato il 3 marzo 1921 con il numero LP16227.

Il film uscì nelle sale statunitensi nel marzo 1921. In Francia, la Cinématographe Harry lo distribuì il 29 giugno 1923 con il titolo L'Indésirable.

### Conservazione
Copie complete (e anche incomplete) della pellicola si trovano conservate negli archivi del Filmmuseum/Münchner Stadtmuseum di Monaco, del Gosfilmofond di Mosca, della Library of Congress di Washington, del Museum Of Modern Art di New York, della Cineteca Italiana di Milano, del Filmmuseum di Amsterdam e all'Archivo Nacional De La Imagen-Sodre di Montevideo.